# 維德馬訥特山
46°27′49″N 7°12′02″E / 46.463605°N 7.200470°E

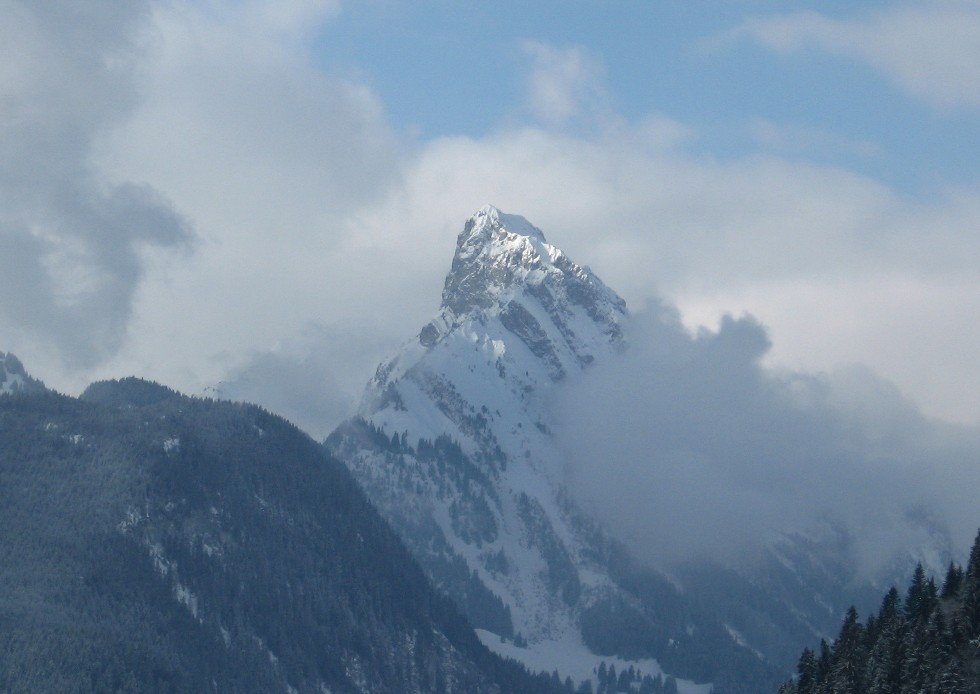

維德馬訥特山（La Videmanette），是瑞士的山峰，位於該國西部，處於沃州和伯恩州接壤的邊界，處於伯爾尼以南60公里，海拔高度2,125米，每年平均降雨量1,395毫米。